# Żasułan Muchtarbekuły
Żasułan Muchtarbekuły (kaz. Жасұлан Мұхтарбекұлы; ur. 3 kwietnia 1984) – kazachski zapaśnik walczący w stylu wolnym. Olimpijczyk z Pekinu 2008, gdzie zajął szesnaste miejsce w kategorii 55 kg.
Trzykrotny uczestnik mistrzostw świata. Zajął 8 miejsce w 2007. Ósmy w Pucharze Świata w 2009. Wicemistrz świata juniorów w 2001 roku.